# Suave (chanson de Luis Miguel)
Suave (français : Douce) est une chanson écrite par Orlando Castro et Kiko Cibrian et interprétée par l'artiste discographique mexicain Luis Miguel. Elle est sortie comme troisième single de son album Aries en 1993. 

## Contexte
En 1991, Miguel a sorti son huitième album studio, Romance, une collection de boléros classiques, dont le plus ancien date des années 1940. L'album, produit par Armando Manzanero et arrangé par Bebu Silvetti, a été un succès commercial en Amérique latine et s'est vendu à plus de sept millions d'exemplaires dans le monde,. Il a ravivé l'intérêt pour le genre du boléro et a été le premier disque d'un artiste hispanophone à être certifié or au Brésil, à Taiwan et aux États-Unis. Malgré le succès de l'album, Miguel ne voulait pas sortir un disque de suivi similaire à Romance. Lorsqu'on lui a demandé pourquoi il avait choisi de ne pas enregistrer plus de boléros, il a répondu : « Je voulais essayer ma musique, en oubliant un peu ces boléros que tout le monde connaît ». Il a commencé à travailler avec les compositeurs pour l'album un an avant d'enregistrer en studio en 1992 ; selon les mots de Miguel, il voulait « discuter des œuvres, des thèmes et des mélodies ; ... La création d'un album doit faire partie de moi, sinon je ne serais pas capable de l'interpréter, ou de chanter dedans ».

## Accueil
La chanson, le troisième single de l'album Aries, est sortie en septembre 1993 et a atteint la neuvième place du classement Billboard Hot Latin Songs aux États-Unis,. Son clip vidéo, tourné à Acapulco, a été réalisé par Kiko Guerrero et montre Miguel dansant avec plusieurs femmes sur une plage.
Suave a été reconnu par la Broadcast Music, Inc. (BMI) lors des BMI Latin Awards de 1995. La chanson a été incluse dans la compilation Grandes éxitos de Miguel (2005). Deux représentations en direct de la chanson ont été incluses sur les albums live El concierto (1995), et Vivo (2000). Un remix de Dario Gomez & Vlad Diaz a été inclus dans l'album de remixes de Miguel, No Culpes a La Noche (2009).
Jose F. Promis, rédacteur en chef d'AllMusic, bien qu'il ait trouvé les ballades d'Aries « un peu trop sirupeuses », a complimenté certains airs de danse tels que Suave.